# Miasteczko Śląskie (gromada)
Miasteczko Śląskie – dawna gromada, czyli najmniejsza jednostka podziału terytorialnego Polskiej Rzeczypospolitej Ludowej w latach 1954–1972.
Gromady, z gromadzkimi radami narodowymi (GRN) jako organami władzy najniższego stopnia na wsi, funkcjonowały od reformy reorganizującej administrację wiejską przeprowadzonej jesienią 1954 do momentu ich zniesienia z dniem 1 stycznia 1973, tym samym wypierając organizację gminną w latach 1954–1972.
Gromadę Miasteczko Śląskie z siedzibą GRN w Miasteczku Śląskim (wówczas wsi) utworzono – jako jedną z 8759 gromad na obszarze Polski – w powiecie tarnogórskim w woj. stalinogrodzkim, na mocy uchwały nr 23/54 WRN w Stalinogrodzie z dnia 5 października 1954. W skład jednostki wszedł obszar dotychczasowej gromady Miasteczko Śląskie (z wyłączeniem niektórych parceli z karty 7 obrębu Nadleśnictwo Pniowiec, włączonych do miasta Tarnowskie Góry) oraz niektóre parcele obrębów: Żyglinek (z kart 4 i 5), Wymysłów (z kart 1 i 2) i Nadleśnictwo Pniowiec (z kart 7 i 8) z dotychczasowej gromady Żyglinek ze zniesionej gminy Miasteczko Śląskie w tymże powiecie. Dla gromady ustalono 27 członków gromadzkiej rady narodowej.
20 grudnia 1956 województwo stalinogrodzkie przemianowano (z powrotem) na katowickie.
1 stycznia 1958 gromadę Miasteczko Śląskie zniesiono w związku z nadaniem jej statusu osiedla (30 czerwca 1963 osiedlu Miasteczko Śląskie nadano status miasta, a 27 maja 1975 miasto Miasteczko Śląskie stało się częścią Tarnowskch Gór; 30 grudnia 1994 odzyskało samodzielność jako odrębne miasto).